# Municipio de Decatur (condado de Mifflin)
El municipio de Decatur  (en inglés: Decatur Township) es un municipio ubicado en el condado de Mifflin en el estado estadounidense de Pensilvania. En el año 2000 tenía una población de 3.021 habitantes y una densidad poblacional de 25.8 personas por km².

## Geografía
El municipio de Decatur se encuentra ubicado en las coordenadas 40°45′00″N 77°21′59″O / 40.75000, -77.36639.

## Demografía
Según la Oficina del Censo en 2000 los ingresos medios por hogar en la localidad eran de $40,474 y los ingresos medios por familia eran $42,206. Los hombres tenían unos ingresos medios de $30,906 frente a los $20,096 para las mujeres. La renta per cápita para la localidad era de $15,248. Alrededor del 8,4% de la población estaban por debajo del umbral de pobreza.